# تينا أوبراين
تينا أوبراين (بالإنجليزية: Tina O'Brien)‏ هي عارضة وممثلة بريطانية، ولدت في 7 أغسطس 1983 في مانشستر في المملكة المتحدة.

## وصلات خارجية
- تينا أوبراين على موقع IMDb (الإنجليزية)
- تينا أوبراين على موقع قاعدة بيانات الفيلم (الإنجليزية)